# Matthias Ritter (Politiker, 1950)
Matthias Ritter (* 23. November 1950 in Naumburg (Saale)) ist ein deutscher Volkswirt und Politiker (DDR-CDU, CDU, Die Republikaner). Er war von 1990 bis 1994 Abgeordneter im Thüringer Landtag, zunächst für die CDU und ab 1993 als fraktionsloses Mitglied des Landtags für Die Republikaner.

## Leben und politische Karriere
Nach dem Abitur 1969 folgte ein Studium der Volkswirtschaft, das Matthias Ritter 1975 als Diplom-Volkswirt abschloss. Von 1976 bis 1985 war Ritter als Stadtbezirksrat für Finanzen tätig, anschließend in Gera bis 1990 als Stadtrat für Energie, Verkehr und Nachrichten. Ab 1990 Ressortleiter für Finanzen in der Bezirksverwaltungsbehörde Gera. Ritter war von 1975 bis 1985 Mitglied im Kreisvorstand der DDR-Blockpartei CDU Halle-West, Abgeordneter der Stadtbezirksversammlung Halle-West und Abgeordneter der Stadtverordnetenversammlung Gera.